# ملليت
ملليت (بالتركية: Milliyet وتعنى «الأمة»)‏ جريدة يومية تركية كبرى تأسست في سنة 1950.

## التاريخ
تأسست الجريدة في 3 مايو 1950 كجريدة يومية خاصة، وكان يملكها علي ناجي قره جان. وفي السنوات الأولى لصدورها ترك رئيس تحريرها عبدي إبكجي [الإنجليزية] بصمته عليها، إذ أدخل معايره الخاصة للصحافة، وقد أدت إلى رفع مقاييس الصحافة التركية ككل. اغتيل إبكجي في 1 فبراير 1979 على يد محمد علي أغجا الذي حاول لاحقاً اغتيال البابا يوحنا بولس الثاني.
وفق معطيات موقع كوم.سكور يقع موقع جريدة ملليت في المرتبة الخامسة من حيث عدد الزيارات بين جميع مواقع الأخبار في أوروبا.

## سياسة التحرير
في سنة 1994 تخلت ملليت عن أسلوبها الصحافي الرصين الذي أسسه عبدي إبكجي وتحولت إلى الأسلوب المتوسط قريب من أسلوب جريدة حريت [الإنجليزية].